# Kuurne-Bruxelles-Kuurne 2010
La 63e édition de la course cycliste belge Kuurne-Bruxelles-Kuurne a eu lieu le 28 février 2010.
La course disputée dans des conditions dantesques (166 abandons) est revenue au Néerlandais Bobbie Traksel.

## Équipes engagées
- Quick Step
- Omega Pharma-Lotto
- Team HTC-Columbia
- Team Milram
- Rabobank
- Team Saxo Bank
- La Française des jeux
- Team RadioShack
- AG2R La Mondiale
- Team Katusha
- Team Sky
- Liquigas-Doimo
- Garmin-Transitions
- Cervélo TestTeam
- Vacansoleil
- Acqua & Sapone-D'Angelo & Antenucci
- Saur-Sojasun
- Topsport Vlaanderen-Mercator
- BMC Racing
- Cofidis
- Skil-Shimano
- Landbouwkrediet
- BBox Bouygues Telecom
- An Post-Sean Kelly Team
- Verandas Willems

## Classement final
| #   | Coureur             | Équipe                |    | Temps           |
| --- | ------------------- | --------------------- | -- | --------------- |
| 1.  | Bobbie Traksel      | Vacansoleil           | en | 4 h 43 min 16 s |
| 2.  | Rick Flens          | Rabobank              | +  | 0 s             |
| 3.  | Ian Stannard        | Team Sky              |    | 2 s             |
| 4.  | Hayden Roulston     | Team HTC-Columbia     |    | 2 s             |
| 5.  | Dominique Rollin    | Cervélo TestTeam      |    | 2 min 59 s      |
| 6.  | Thor Hushovd        | Cervélo TestTeam      |    | 2 min 59 s      |
| 7.  | Sébastien Turgot    | BBox Bouygues Telecom |    | 5 min 40 s      |
| 8.  | Davy Commeyne       | Landbouwkrediet       |    | 5 min 40 s      |
| 9.  | Grégory Rast        | Team RadioShack       |    | 5 min 54 s      |
| 10. | Sebastian Langeveld | Rabobank              |    | 5 min 54 s      |